# 大澤雅章
大澤 雅章（おおさわ まさあき、1957年9月6日-）は、千葉県柏市出身、日本の実業家、経営者。東京２０２０組織委員会輸送局輸送調整部長。

## 経歴
- 昭和５６年３月-千葉大学園芸学部造園学科卒業
- 昭和５６年４月-地域設計研究所株式会社
- 平成６年４月-株式会社アーバン・ウイング取締役
- 平成１１年２月-株式会社アーバン・テクノ取締役
- 平成１３年７月-有限会社まち交舎取締役舎主
- 平成２２年６月-千葉都市モノレール株式会社代表取締役社長
- 平成３０年-東京２０２０組織委員会輸送局輸送調整部長

## 人物
バス、路面電車、新交通システム、ガイドウェイバスシステム、ＨＳＳＴ（リニモ）のそれぞれについて路線新設、延伸、統廃合等を社会人時代に経験した事を生かして、千葉都市モノレール株式会社初の公募社長となった。
その後、千葉都市モノレール株式会社の社長を退き東京２０２０組織委員会にて輸送調整部長となった。